# 朱尔 (波利尼亚克亲王)
朱尔·奥古斯特·阿尔芒·马里，波利尼亚克亲王（Jules Auguste Armand Marie, prince de Polignac，法語發音：[ʒyl.də.pɔ.li.ɲak]，1780年5月14日—1847年3月2日），法國政治家，他在革命后極端保王派事務和反应发挥了突出部分。1830年的七月革命前，他曾是查理十世治下波旁復辟王朝的首相。

## 生平

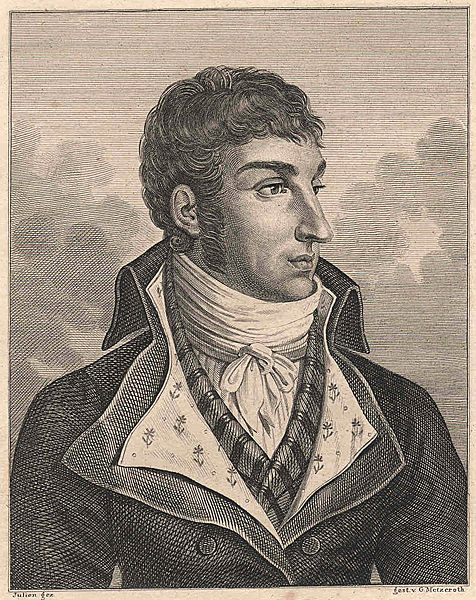
第一帝国期间的朱尔·德·波利尼亚克肖像

朱尔是波利尼亚克伯爵朱尔（comte de Polignac，1746-1817）之子，1780年朱尔晋升为公爵。年轻的朱尔出生于凡尔赛，1804年被乔治·卡杜达尔和夏尔·皮舍格吕策划叛乱阴谋牵连，被囚禁到1813年。
波旁王朝復辟后，他在1820年收到教宗的亲王头衔，并在1823年任驻英国大使。波利尼亚克是个極端保王派，相信权利在法国应该还给君主和贵族，1829年8月8日，查理十世任命他为首相兼外交大臣，11月任理事会主席，他的任命被视为象征性的国王的意图推翻宪法，波利尼亚克与其他部长，负责政策的最终问题的四项条例分别是1830年7月革命的近因。革命爆发后他出逃，在诺曼底野外经过一段时间徘徊，最后在法国西部芒什省海滨胜地和港口城镇格朗维尔被逮捕。审判后被判永久监禁，但1836年得到大赦，改判为流放。在他囚禁时他写了Considerations politiques (1832)，他在英国花了几年，最后被允许重新进入法国，住在巴黎。1847年在圣日门（St. Germain）去世，去世一个月前，他顶替他去世的哥哥波利尼亚克公爵头衔，成为第三代波利尼亚克公爵。